# Liste der Biografien/Enz
Liste der Biografien |
Portal Biografien |
Personensuche
# |
A |
B |
C |
D |
E |
F |
G |
H |
I |
J |
K |
L |
M |
N |
O |
P |
Q |
R |
S |
T |
U |
V |
W |
X |
Y |
Z |
?
 
Ea |
Eb |
Ec |
Ed |
Ee |
Ef |
Eg |
Eh |
Ei |
Ej |
Ek |
El |
Em |
En |
Eo |
Ep |
Eq |
Er |
Es |
Et |
Eu |
Ev |
Ew |
Ex |
Ey |
Ez
 
Ena |
Enb |
Enc |
End |
Ene |
Enf |
Eng |
Enh |
Eni |
Enj |
Enk |
Enl |
Enm |
Enn |
Eno |
Enq |
Enr |
Ens |
Ent |
Enu |
Env |
Enw |
Enx |
Eny |
Enz
Die Liste der Biografien führt alle Personen auf, die in der deutschsprachigen Wikipedia einen Artikel haben. Dieses ist eine Teilliste mit 65 Einträgen von Personen, deren Namen mit den Buchstaben „Enz“ beginnt.

## Enz
- Enz, Charles (1925–2019), Schweizer Physiker
- Enz, Johann Konrad (1752–1806), Schweizer Kaufmann und Textilunternehmer
- Enz, Jörg (* 1974), deutscher Jazzgitarrist
- Enz, Jürgen (1941–2020), deutscher Filmregisseur
- Enz, Kurt (1931–2004), deutscher Ingenieur, Filmtechniker und Fachpublizist
- Enz, Wilhelm (1878–1966), deutscher Politiker (SPD), MdL

### Enza
- Enza-Yamissi, Manassé (* 1989), zentralafrikanischer Fußballspieler

### Enzb
- Enzberg, Nikolaus Freiherr von (1911–1976), deutscher Jurist, Landrat des Landkreises Rottweil (1953–1973)
- Enzberger, Jörg (1541–1606), herzoglich württembergischer Hofmeier in Frauenzimmern

### Enze
- Enzelsberger, Michael (1871–1952), österreichischer Bahnbeamter und Politiker, Landtagsabgeordneter
- Enzema, Benjamín (* 1989), äquatorialguineischer Leichtathlet
- Enzenauer, Ute (* 1965), deutsche Radrennfahrerin
- Enzenbach, Robert (1927–2004), deutscher Mediziner und Hochschullehrer
- Enzenberg, Arthur von (1841–1925), österreichischer Verwaltungsjurist and Münzsammler
- Enzenberg, Carina von (* 1964), deutsche Übersetzerin
- Enzenberg, Franz Josef von (1747–1821), österreichischer Verwaltungsjurist and Numismatiker
- Enzenberger, Georg (* 1994), österreichischer Triathlet
- Enzenberger, Ingo (* 1987), österreichischer Fußballspieler
- Enzenberger, Leopold (1883–1937), österreichischer Politiker (Landbund), Landtagsabgeordneter im Burgenland
- Enzenhofer, Christoph (* 1949), österreichischer Orgelbauer
- Enzenhofer, Hannes (* 1981), österreichischer Eishockeytorwart
- Enzenhofer, Johannes (* 1965), österreichischer Triathlet
- Enzensberger, Christian (1931–2009), deutscher Schriftsteller und Übersetzer
- Enzensberger, Hans Magnus (1929–2022), deutscher Dichter, Schriftsteller, Essayist, Redakteur und ÜbersetzerHans Magnus Enzensberger (1929–2022)

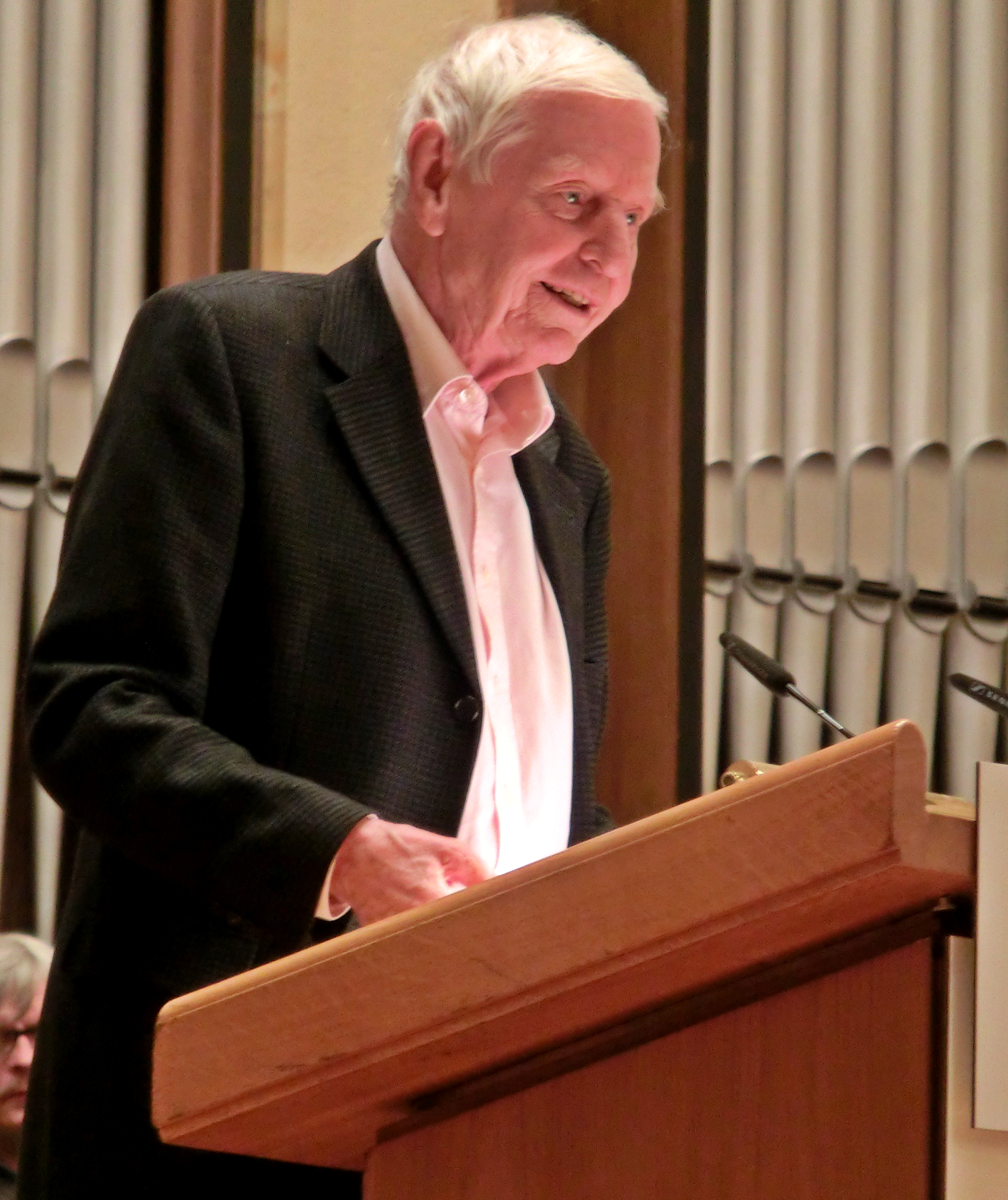
Hans Magnus Enzensberger (1929–2022)

- Enzensberger, Horst (* 1944), deutscher Historiker und Diplomatiker
- Enzensberger, Marianne (* 1947), deutsche Schauspielerin, Musikerin und Produzentin
- Enzensberger, Theresia (* 1986), deutsche Autorin und Journalistin
- Enzensberger, Ulrich (* 1944), deutscher Schriftsteller und Übersetzer
- Enzensperger, Ernst (1877–1975), deutscher Pädagoge
- Enzensperger, Josef (1873–1903), deutscher Meteorologe und Bergsteiger
- Enzensperger, Manfred (* 1952), deutscher Schriftsteller

### Enzf
- Enzfelder, Wolfram (1898–1976), österreichischer Politiker (SPÖ), Mitglied des Bundesrates

### Enzi
- Enzi, Mike (1944–2021), US-amerikanischer Politiker
- Enzian, Gisbert (1847–1919), deutscher Chorleiter und Pianist
- Enzinas, Diego de († 1547), spanischer Protestant
- Enzinas, Francisco de (1518–1552), spanischer Humanist
- Enzinger, Amrita (* 1967), österreichische Umweltmanagerin und Politikerin (GRÜNE), Landtagsabgeordnete
- Enzinger, Franz Paul (* 1945), österreichischer Lehrerbildner und Buchautor
- Enzinger, Lorenz Adalbert (1849–1897), deutscher Unternehmer und Erfinder des Bierfilters
- Enzinger, Michael (* 1959), österreichischer Rechtswissenschaftler
- Enzinger, Moriz (1891–1975), österreichischer Germanist und Literaturwissenschaftler
- Enzinger, Stefanie (* 1990), österreichische Fußballspielerin
- Enzinger, Thomas (* 1963), österreichischer Regisseur
- Enzinger, Walter (* 1944), Heimatforscher
- Enzio von Sardinien († 1272), König von SardinienEnzio von Sardinien († 1272)

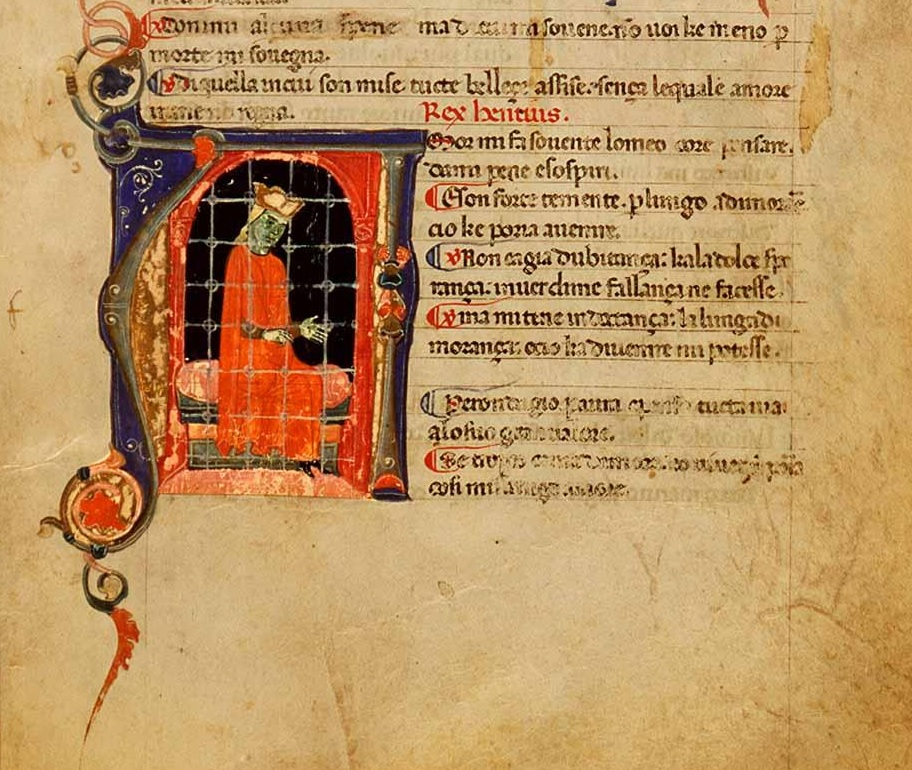
Enzio von Sardinien († 1272)

### Enzl
- Enzler, Josef (1884–1976), Schweizer Komponist
- Enzler, Karl (* 1925), deutscher Eishockeyspieler
- Enzler, Simon (* 1976), Schweizer Kabarettist und Satiriker
- Enzler, Simon (* 1997), Schweizer Fußballspieler
- Enzlin, Matthäus (1556–1613), deutscher Jurist, Hochschullehrer und Geheimer Rat des Herzogtums Württemberg

### Enzm
- Enzmann, Christian (* 1951), deutscher Architekt
- Enzmann, Dirk (* 1955), deutscher Kriminologe
- Enzmann, Eduard (1882–1965), deutscher Landschaftsmaler
- Enzmann, Emil (1921–2016), Schweizer Arzt und Autokonstrukteur
- Enzmann, Friedrich Wilhelm (1802–1866), deutscher Unternehmer in der fotografischen Industrie
- Enzmann, Inge (* 1944), deutsche Bogenschützin und Sportfunktionärin
- Enzmann, Lothar (* 1955), deutscher Fußballspieler
- Enzmilner, Joachim (1600–1678), Vertreter der Gegenreformation in den ober- und niederösterreichischen Landen

### Enzn
- Enzner-Probst, Brigitte (* 1949), deutsche feministische Theologin, Pfarrerin

### Enzo
- Enzo (* 1973), taiwanischer Autor und Illustrator von Bilderbüchern
- Enzo Enzo (* 1959), französische Sängerin und Songwriterin

### Enzw
- Enzweiler, Daniel (* 1963), deutscher Schauspieler
- Enzweiler, Jo (* 1934), deutscher bildender Künstler und Kunstpädagoge
- Enzweiler, Markus (* 1979), deutscher Informatiker und Hochschullehrer
- Enzweiler, Tasso (* 1964), deutscher Journalist und PR-Manager